# Günther Krampf
Pour les articles homonymes, voir Krampf.
Günther Krampf (né le 8 février 1899 à Vienne et mort le 4 août 1950  à Londres) est un directeur de la photographie autrichien.

## Filmographie partielle
- 1924 : Les Mains d'Orlac (Orlacs Hände) de Robert Wiene
- 1926 : L'Étudiant de Prague (Der Student von Prag) de Henrik Galeen
- 1929 : Loulou (Die Büchse der Pandora) de Georg Wilhelm Pabst
- 1929 : Le Meneur de joies (Die Schleiertänzerin) de Charles Burguet
- 1932 : Ventres glacés (Kuhle Wampe oder: Wem gehört die Welt?) de Slátan Dudow
- 1933 : Le Fantôme vivant (The Ghoul) de T. Hayes Hunter
- 1934 : Le Juif Süss (Jew Suss) de Lothar Mendes
- 1944 : Bon Voyage d'Alfred Hitchcock
- 1944 : Aventure malgache d'Alfred Hitchcock